# 紅尾盔魚
紅尾盔魚，為輻鰭魚綱鱸形目隆頭魚亞目隆頭魚科的其中一種，分布於西印度洋區，從紅海、東非至斯里蘭卡海域，棲息深度2-50公尺，體長可達60公分，棲息在海草生長的礁石區海域，屬肉食性，以腹足類、海膽、軟體動物等為食，生活習性不明，可作為觀賞魚及食用魚。

## 擴展閱讀
維基物種上的相關：紅尾盔魚